# وخان دي كويو (مدينة)
وخان دي كويو (بالإسبانية: Luján de Cuyo)‏ هي منطقة سكنية تقع في الأرجنتين في Luján de Cuyo Department.[بحاجة لمصدر] يقدر عدد سكانها بـ 104,470 نسمة .

## أعلام
- فيرناندو زوكي
- سيفيرينو لاباردا
- روبين أغيرو
- إغناثيو منديز
- ليوناردو فافيو